# Globoki graben
Globoki graben je povirni krak Dovškega potoka, ki je pritok Lokovškega potoka. Ta se v bližini gradu Brestanica kot levi pritok izliva v reko Savo. 